# Copa del Rey de voleibol 2024
La LXXIV edición de la Copa de S.M. el Rey de voleibol tuvo lugar en el Pabellón Europa de Leganés entre el 15 y el 18 de febrero de 2024. La final, que tuvo lugar el domingo 18 de febrero, enfrentó al Club Voleibol Guaguas y al equipo ahorrador Unicaja Costa de Almería. El Club Voleibol Guaguas se llevó la victoria por tres sets a cero y suma así su segunda Copa del Rey.

## Sistema de competición
La primera fase se lleva a cabo durante la primera ronda de la liga regular de la Superliga. Los 8 equipos con mayor número de puntos se clasifican para disputar dicha competición (este año no hay plaza por equipo organizador). Los cruces de cuartos de final se determinan por la clasificación final de esa primera vuelta.
Una vez dentro, los equipos se citan para alcanzar una posición en las semifinales y luego los equipos se enfrentan para conocer quien estará en la final. Un último partido donde el vencedor, se proclamará campeón de la competición oficial.
Los cuartos de final se disputarán el jueves 15 y el viernes 16 y las semifinales el sábado 17. La gran final por ver quién sucede al Club Rio Duero Soria como campeón de la Copa del Rey se llevará a cabo el domingo 18 de febrero.

## Equipos participantes
Equipos de esta edición:
- Club Voleibol Guaguas
- Unicaja Costa De Almería
- Grupo Herce Soria
- CV Melilla
- CD Cisneros Alter
- Conectabalear CV Manacor
- Pamesa Teruel Voleibol
- UPV Léleman Conqueridor Valencia

## Cuadro de la Copa
|  | Cuartos de final | Cuartos de final                 | Cuartos de final | Cuartos de final         | Cuartos de final | Cuartos de final | Cuartos de final |                          |                | Semifinales | Semifinales | Semifinales | Semifinales | Semifinales | Semifinales | Semifinales |  |   | Final                    | Final | Final | Final | Final | Final | Final |  |
|  |                  |                                  |                  |                          |                  |                  |                  |                          |                |             |             |             |             |             |             |             |  |   |                          |       |       |       |       |       |       |  |
|  |                  |                                  |                  |                          |                  |                  |                  |                          |                |             |             |             |             |             |             |             |  |   |                          |       |       |       |       |       |       |  |
|  | 0                | Grupo Herce Soria                | 22               | 22                       | 20               |                  |                  |                          |                |             |             |             |             |             |             |             |  |   |                          |       |       |       |       |       |       |  |
|  | 0                | Grupo Herce Soria                | 22               | 22                       | 20               |                  |                  |                          |                |             |             |             |             |             |             |             |  |   |                          |       |       |       |       |       |       |  |
|  | 3                | Conectabalear CV Manacor         | 25               | 25                       | 25               |                  |                  |                          |                |             |             |             |             |             |             |             |  |   |                          |       |       |       |       |       |       |  |
|  | 3                | Conectabalear CV Manacor         | 25               | 25                       | 25               |                  | 1                | Conectabalear CV Manacor | 25             | 13          | 17          | 20          |             |             |             |             |  |   |                          |       |       |       |       |       |       |  |
|  |                  |                                  |                  |                          |                  |                  |                  | Conectabalear CV Manacor | 25             | 13          | 17          | 20          |             |             |             |             |  |   |                          |       |       |       |       |       |       |  |
|  |                  |                                  | 3                | Unicaja Costa De Almería | 22               | 25               | 25               | 25                       |                |             |             |             |             |             |             |             |  |   |                          |       |       |       |       |       |       |  |
|  | 3                | Unicaja Costa De Almería         | 3                | Unicaja Costa De Almería | 22               | 25               | 25               | 25                       | 27             | 20          | 25          | 29          | 28          |             |             |             |  |   |                          |       |       |       |       |       |       |  |
|  | 3                | Unicaja Costa De Almería         |                  |                          |                  |                  |                  |                          |                |             |             | 29          | 28          |             |             |             |  |   |                          |       |       |       |       |       |       |  |
|  | 2                | Pamesa Teruel Voleibol           | 29               | 25                       | 19               | 27               | 26               |                          |                |             |             |             |             |             |             |             |  |   |                          |       |       |       |       |       |       |  |
|  | 2                | Pamesa Teruel Voleibol           | 29               | 25                       | 19               | 27               | 26               |                          |                |             |             |             |             |             |             |             |  | 0 | Unicaja Costa De Almería | 25    | 17    | 20    |       |       |       |  |
|  |                  |                                  |                  |                          |                  |                  |                  |                          |                |             |             |             |             |             |             |             |  | 0 | Unicaja Costa De Almería | 25    | 17    | 20    |       |       |       |  |
|  |                  |                                  | 3                | Club Voleibol Guaguas    | 27               | 25               | 25               |                          |                |             |             |             |             |             |             |             |  |   |                          |       |       |       |       |       |       |  |
|  | 1                | CV Melilla                       | 3                | Club Voleibol Guaguas    | 27               | 25               | 25               | 25                       | 20             | 16          | 20          |             |             |             |             |             |  |   |                          |       |       |       |       |       |       |  |
|  | 1                | CV Melilla                       |                  |                          |                  |                  |                  |                          |                |             |             |             |             |             |             |             |  |   |                          |       |       |       |       |       |       |  |
|  | 3                | Cisneros Alter                   | 22               | 25                       | 25               | 25               |                  |                          |                |             |             |             |             |             |             |             |  |   |                          |       |       |       |       |       |       |  |
|  | 3                | Cisneros Alter                   | 22               | 25                       | 25               | 25               |                  | 1                        | Cisneros Alter | 25          | 29          | 17          | 12          |             |             |             |  |   |                          |       |       |       |       |       |       |  |
|  |                  |                                  |                  |                          |                  |                  |                  | 1                        | Cisneros Alter | 25          | 29          | 17          | 12          |             |             |             |  |   |                          |       |       |       |       |       |       |  |
|  |                  |                                  | 3                | Club Voleibol Guaguas    | 27               | 27               | 25               | 25                       |                |             |             |             |             |             |             |             |  |   |                          |       |       |       |       |       |       |  |
|  | 3                | Club Voleibol Guaguas            | 3                | Club Voleibol Guaguas    | 27               | 27               | 25               | 25                       | 25             | 25          | 25          |             |             |             |             |             |  |   |                          |       |       |       |       |       |       |  |
|  | 3                | Club Voleibol Guaguas            |                  |                          |                  |                  |                  |                          |                |             |             |             |             |             |             |             |  |   |                          |       |       |       |       |       |       |  |
|  | 0                | UPV Léleman Conqueridor Valencia | 21               | 22                       | 21               |                  |                  |                          |                |             |             |             |             |             |             |             |  |   |                          |       |       |       |       |       |       |  |
|  | 0                | UPV Léleman Conqueridor Valencia | 21               | 22                       | 21               |                  |                  |                          |                |             |             |             |             |             |             |             |  |   |                          |       |       |       |       |       |       |  |
|  |                  |                                  |                  |                          |                  |                  |                  |                          |                |             |             |             |             |             |             |             |  |   |                          |       |       |       |       |       |       |  |

| Predecesor: Copa del Rey 2023 Soria | Copa del Rey 2024 Leganés | Sucesor: Copa del Rey 2025 Zaragoza |